# RZ Tauri
RZ Tauri (RZ Tau / HD 285892 / HIP 21467) es una estrella variable en la constelación de Tauro. Fue reconocida en fotografías por vez primera por Schilt (1925) y clasificada como variable W Ursae Majoris por Oosterhoff en 1930. Se encuentra a 717 años luz de distancia del sistema solar.
RZ Tauri es una binaria de contacto, es decir, sus componentes están tan cerca entre sí que se están tocando y existe transferencia de masa entre ellas; además, el grado de «sobrecontacto» de esta binaria es profundo (56%). 
Es una binaria eclipsante, al igual que W Ursae Majoris, prototipo de esta clase de variables, oscilando su brillo entre magnitud +10,08 y +10,71 en un período de 0,4157 días. Dicho período aumenta continuamente a un ritmo de 9,67 × 10−8 días por año, lo que puede deberse a transferencia de masa desde la estrella menos masiva a la más masiva.
A su vez, la asimetría observada en su curva de luz puede explicarse por la presencia de una mancha fría en la componente secundaria.
El tipo espectral de RZ Tauri es A7V (F0V según otras fuentes). La estrella más masiva tiene una masa de 1,70 masas solares y un radio de 1,56 radios solares, siendo su luminosidad 6,19 veces la del Sol. Su acompañante, 2,60 veces más luminosa que el Sol, tiene una masa de 0,64 masas solares y un radio de 1,04 radios solares.
Una tercera estrella, visualmente a 0,8 segundos de arco, completa el sistema estelar. Se piensa que es una enana roja de tipo espectral M5V o mayor, con una masa inferior a 0,2 masas solares. Su separación con la binaria de contacto es de al menos 139 UA.